# Shane Van Dyke
Shane Thomas Van Dyke (* 28. August 1979 in Los Angeles, Kalifornien) ist ein US-amerikanischer Schauspieler, Drehbuchautor und Filmregisseur.

## Leben
Shane Van Dyke ist ein Sohn des Schauspielers Barry Van Dyke und Enkel von Dick Van Dyke. Seine Karriere begann er 1997 als Schauspieler mit mehrmaligen Auftritten und schließlich einer wiederkehrenden Rolle in der Serie Diagnose: Mord. Seit dem Jahr 2008 ist er vor allem als Drehbuchautor und Regisseur für die Produktionsfirma The Asylum tätig. Dort kam es zu mehreren Kooperationen mit seinem Bruder Carey Van Dyke.
2009 inszenierte er mit Paranormal Investigations 3 – Tödliche Geister seinen ersten Spielfilm als Regisseur.

## Filmografie (Auswahl)
Als Regisseur
- 2009: Paranormal Investigations 3 – Tödliche Geister (Paranormal Entity)
- 2010: 6 Guns
- 2010: Titanic 2 – Die Rückkehr (Titanic II)
- 2011: A Haunting in Salem

Als Drehbuchautor
- 2008: Street Racer
- 2008: Der Tag an dem die Erde stillstand 2 – Angriff der Roboter (The Day the Earth Stopped)
- 2009: Transmorphers 3 – Der dunkle Mond (Transmorphers: Fall of Man)
- 2009: Paranormal Investigations 3 – Tödliche Geister (Paranormal Entity)
- 2010: Titanic 2 – Die Rückkehr (Titanic II)
- 2012: Chernobyl Diaries
- 2012: The Scared
- 2013: Battledogs (Fernsehfilm)
- 2019: The Silence
- 2022: Don’t Worry Darling

Als Darsteller
- 1997–2002: Diagnose: Mord (Diagnosis Murder, Fernsehserie, 16 Folgen)
- 2002: Without Warning (Fernsehfilm)
- 2003: Reich und schön (The Bold and the Beautiful, Fernsehserie, eine Folge)
- 2004: Arizona Summer
- 2007: Murder 101: If Wishes Were Horses (Fernsehreihe)
- 2008: Murder 101: New Age (Fernsehreihe)
- 2008: Shark Swarm – Angriff der Haie (Shark Swarm)
- 2009: Transmorphers 3 – Der dunkle Mond (Transmorphers: Fall of Man)
- 2009: Paranormal Investigations 3 – Tödliche Geister (Paranormal Entity)
- 2010: 6 Guns
- 2010: Titanic 2 – Die Rückkehr (Titanic II)
- 2011: Supershark (Super Shark)